# Rudolf Karsch
Pour les articles homonymes, voir Karsch.
Rudolf Karsch, né le 26 décembre 1913 à Leipzig et mort le 11 décembre 1950 à Erfurt, est un coureur cycliste allemand de cyclisme sur piste.

## Carrière
Rudolf Karsch participe aux Jeux olympiques d'été de 1936 à Berlin. Il remporte la médaille de bronze dans l'épreuve du kilomètre.

## Palmarès
- Jeux olympiques d'été
  -  Médaille de bronze en cyclisme sur piste au kilomètre aux Jeux olympiques d'été de 1936 à Berlin